# Revista Catalunya
Catalunya és una publicació escrita fundada el 22 de febrer de 1937 com a òrgan regional d'expressió del sindicat Confederació Nacional del Treball (CNT) de Catalunya. Va ser la primera publicació feta íntegrament en català editada per la CNT, i va durar fins al maig de 1937. Un dels seus primers directors va ser Joan Peiró.
Amb la reconstrucció de la CNT en 1976 es van recuperar les capçaleres anarcosindicalistes Solidaridad Obrera i Catalunya, que apareix el mes d'octubre, publicant quatre números i desapareixent per donar més visibilitat a Solidaridad Obrera, reapareixent, però, el 1978 fins al 2002 de manera irregular, essent usada pel «sector Medinaceli» (oficialista).
Des de 1986, amb Josep Serra com a primer director, és l'òrgan d'expressió del sindicat Confederació General del Treball de Catalunya que va sorgir de la CNT, que té una periodicitat mensual i es distribueix gratuïtament entre la seva afiliació. En aquesta quarta època apareixen quatre números., reapareixent entre 1990 i 1991 (cinquena etapa) i 1993 (sisena etapa). La setena i darrera etapa de la publicació es va iniciar en setembre de 2002 amb el número 36.